# C/2010 X1
Kometen C/2010 X1, med upptäckarnamnet ”Komet Elenin” var en långperiodisk komet som upptäcktes av den ryske amatörastronomen Leonjd Elenin, den 10 december 2010. Kometen hade vid upptäckten den skenbara magnituden 19,5. Kometen kom från Oorts kometmoln och bedömdes hade en diameter på 2-4 kilometer. I augusti 2011 träffades kometen av en koronamassutkastning, när den närmade sig perihelium och började då brytas sönder. Den 10 september 2011 passerade den närmast solen, på ett avstånd av 0,48 AU. I oktober 2011 var den inte synlig ens i de största markbaserade teleskopen. Resterna av komet Elenin passerade som närmast jorden den 16 oktober 2011, på ett avstånd av 0,23 AU.